# Stefano Venturelli
Stefano Venturelli (Milano, 21 ottobre 1967) è un ex judoka italiano.

## Biografia
Nato a Milano nel 1967, durante la carriera ha gareggiato nella categoria di peso dei +95 kg (pesi massimi) o nella classe open.
Nel 1987 ha vinto un bronzo ai Giochi del Mediterraneo di Laodicea nella classe open.
L'anno successivo ha partecipato ai Giochi olimpici di Seul 1988, nei +95 kg, terminando 13º.
Nel 1991 ha ottenuto due medaglie di bronzo, una nei +95 kg ai Giochi del Mediterraneo di Atene, l'altra nella classe open agli Europei di Praga, dove è stato eliminato in semifinale dal russo Igor' Bereznickij.
A 24 anni ha preso parte di nuovo alle Olimpiadi, quelle di Barcellona 1992, nei +95 kg, uscendo agli ottavi di finale del tabellone principale contro l'ungherese Imre Csősz, poi bronzo, e al primo turno del ripescaggio con lo statunitense Damon Keeve.

## Palmarès

### Campionati europei
- 1 medaglia:
  - 1 bronzo (Classe open a Praga 1991)

### Giochi del Mediterraneo
- 2 medaglie:
  - 2 bronzi (Classe open a Laodicea 1987, +95 kg ad Atene 1991)